# Har-El-Gemeinde Jerusalem
Die Har-El-Gemeinde (hebräisch קְהִלַּת הַר-אֵל Qəhillat Har-El, deutsch ‚Gemeinde des Berges Gottes‘, Plene: קהילת …) in Jerusalem ist die älteste Synagogengemeinde des Reformjudentums in Israel. Gegründet wurde sie schon 1958 von einer Gruppe deutschsprachiger jüdischer Israelis um Schalom Ben-Chorin, der als „spiritueller Vater“ der Gemeinde angesehen wird. Diese Gruppe war aus dem „Zirkel zur Erneuerung des Judentums in Israel“ hervorgegangen, der ein vielfältiges Bildungsprogramm anbot; Referenten waren unter anderem Hugo Bergman, Martin Buber und Jeschajahu Leibowitz.

## Anfänge
In den ersten Jahren trafen sich die Mitglieder zum Gottesdienst in Privatwohnungen. Die Ablehnung durch das orthodoxe Oberrabbinat machte es unmöglich, einen festen Ort für die Gebete zu finden. Einen Toraschrein aufzustellen war verboten. Für die Gottesdienste an den Hohen Feiertagen musste für die bis zu 300 Teilnehmer die Aula der Jerusalemer Musikakademie angemietet werden. Die Gottesdienste wurden gestört, es gab Akte von Vandalismus.
Unter diesen schwierigen Bedingungen war es der Unterstützung durch die World Union for Progressive Judaism (WUPJ) zu verdanken, dass sich die Jerusalemer Gemeinde (sie nannte sich nun Circle for Progressive Judaism) konsolidierte. Die ersten Rabbiner wurden von der WUPJ entsandt und brachten amerikanische Reform-Siddurim mit.

## Synagogengebäude
Seit 1962 besteht die Synagoge am Rechov Schmu'el ha-Naggid 16 in Rechavia. Sie liegt in einem Komplex aus drei historischen Gebäuden, die ursprünglich als Wohnhäuser dienten. Der Philanthrop Robert E. Wishnick ermöglichte den Erwerb der Immobilie von der israelischen Regierung und den Umbau zu einem Synagogenkomplex. Bei der Einweihung waren unter anderem Martin Buber, Mordechai Kaplan, Nelson Glueck, Herbert Weiner und Jay Kaufman anwesend. Der erste Kabbalat-Schabbat-Gottesdienst am 27. Juli 1962 fand unter Polizeischutz statt, da Störaktionen ultraorthodoxer Gruppen befürchtet wurden. Diese blieben aus, obwohl es später immer wieder zu Konflikten mit Charedim kam.

## Liturgie
Anfang der 1970er Jahre gab Har-El den ersten Siddur der israelischen Reformbewegung heraus. Die Gottesdienste finden in der Landessprache (Hebräisch) statt und werden musikalisch begleitet (Gitarre, Klavier oder Harfe). Kantor Evan Cohen (seit 2001) empfing seine Ausbildung am Tel Aviv Cantorial Institute und war der erste Absolvent der Reformbewegung an dieser der Orthodoxie zugerechneten Institution. Wie in Reformgemeinden üblich, sitzen Männer und Frauen beieinander.

## Rabbiner
- 1960 Eugene Lipman
- 1960–1962 Jerome (Joseph) Unger
- 1962–1964 André Chalom Zaoui[5]
- 1969–1981 André Chalom Zaoui[5]
- 1981–1996 Tovia Ben-Chorin
- Seit 2004: Rabbinerin Ada Zavidov erhielt ihre Ausbildung im Jerusalemer Campus des Hebrew Union College.

## Profil der Gemeinde
Ein großer Teil der heutigen Gemeindeglieder sind säkular aufgewachsene Israelis, die sich der Religion zugewandt haben. Die Gemeinde wächst, auch säkulare Familien feiern hier Bar-/Bat-Mitzwa. Es gibt ein umfangreiches Kultur- und Bildungsprogramm, darunter auch Hebräischkurse.
Har-El ist im interreligiösen Dialog engagiert und unterstützt die Women of the Wall.